# وندل أليكس دوس سانتوس
وندل أليكس دوس سانتوس هو لاعب كرة قدم برازيلي في مركز الوسط، ولد في 31 أغسطس 1991 في ريبيراو بريتو في البرازيل. لعب مع أتلتيكو مينيرو ونادي بارانا ونادي بوا إيسبورت.

## وصلات خارجية
- وندل أليكس دوس سانتوس على موقع قاعدة بيانات كرة القدم.إي يو (الإنجليزية)
- وندل أليكس دوس سانتوس على موقع Soccerway.com (الإنجليزية)
- وندل أليكس دوس سانتوس على موقع AS.com (الإسبانية)